# Kanstantsin Lukashyk
Kanstantsin Lukashyk (n. 18 septembrie 1975, Hrodna, RSS Bielorusă, URSS) este un trăgător de tir ce a reprezentat Belarus, medaliat olimpic. A participat la 5 ediții ale Jocurilor Olimpice (1992, 1996, 2004, 2008, 2012) în care a câștigat o medalie de aur.